# 펠링 반응
펠링 반응은 은거울 반응 등과 함께 글루코스 등의 환원당이나 알데하이드처럼 환원력이 강한 물질을 검출하는데 쓰이는 반응으로, 알데하이드나 환원당을 용액에 넣고 가열하면 용액이 붉은 색으로 변하게 된다. 이 변색 반응의 원리는 타타르 산 이온과 함께 착염의 이온상태로 존재하던 푸른 색의 구리이온을 환원시켜 붉은 구리 침전으로 석출시키게 되어 용액이 붉은 색을 띄게 되는 것으로 베네딕트 반응의 원리와 같으며, 따라서 이 반응은 펠링 용액 대신에 베네딕트 용액을 사용해도 결과에는 큰 차이가 없게 된다.  
푸른색의 펠링 용액에 알데히드를 넣고 가열하면 펠링용액 속에 들어있는 구리 이온이 환원되어 붉은색의 산화 구리 앙금이 형성된다.